# Sky Swat

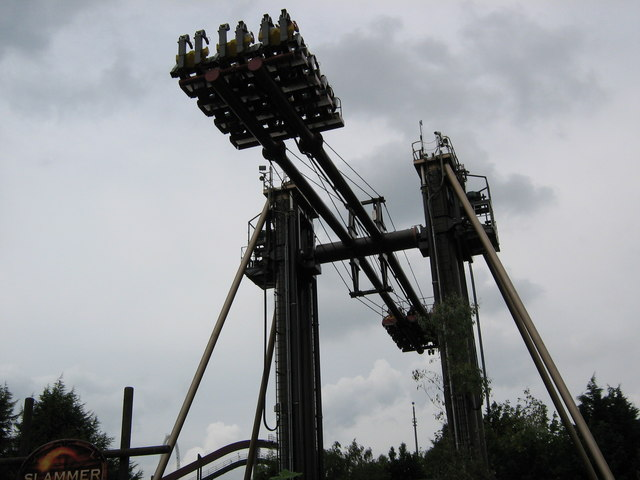
Slammer à Thorpe Park.

Le Sky Swatter (parfois Sky Swat) est un type d'attraction construit par S&S - Sansei Technologies. Il fut produit de 2003 à 2010; seuls deux modèles furent fabriqués. Le premier, SWAT à Six Flags AstroWorld à Houston au Texas, ouvert de 2003 jusqu'à la fermeture définitive du parc en 2005. L'attraction a ensuite été déplacée à Six Flags New England et y est restée ouverte de 2006 à 2012 sous le nom de Catapult. L'autre modèle fut le Slammer à Thorpe Park, au Royaume-Uni, ouvert en 2005 et fermé définitivement en mai 2017.

## Histoire
S&S a présenté le Sky Swatter dans son usine de Logan, dans l'Utah, le 3 octobre 2002, en tant que première réelle attraction de l'entreprise. Le modèle a ensuite fait ses débuts à Six Flags AstroWorld sous le nom SWAT lors de la saison 2003. Le 28 mars 2005, Thorpe Park, près de Londres, en Angleterre, a ouvert un Sky Swatter sous le nom de Slammer. C'était le second et dernier modèle de Sky Swatter à être produit,.
À la fin de la saison 2005, le 30 octobre, Six Flags AstroWorld a fermé définitivement. Plusieurs de ses attractions ont été déplacées dans d'autres parcs Six Flags, entre 2006 et 2010. Six Flags New England en a reçues deux, qui ont ouvert lors de la saison 2006 : SWAT (renommée Catapult) et Diablo Falls (une attraction de type bouée, renommée Splash Water Falls).
En 2010, Larsen MacColl a acquis auprès de Stan Checketts une majorité des parts de l'entreprise, et S&S Worldwide a cessé de produire le Sky Swatter. À la suite de de cette fin de production, Catapult à Six Flags New England a été retiré en mars 2013, avant le début de saison, laissant Slammer à Thorpe Park en tant qu'unique Sky Swatter en opération. En 2017, après de nombreuses périodes de panne, Slammer a finalement fermé le 4 mai. Sa fermeture officielle n'a cependant été annoncée que début 2024, et l'attraction, toujours présente sur le parc, n'a pas été détruite.

## Concept et fonctionnement

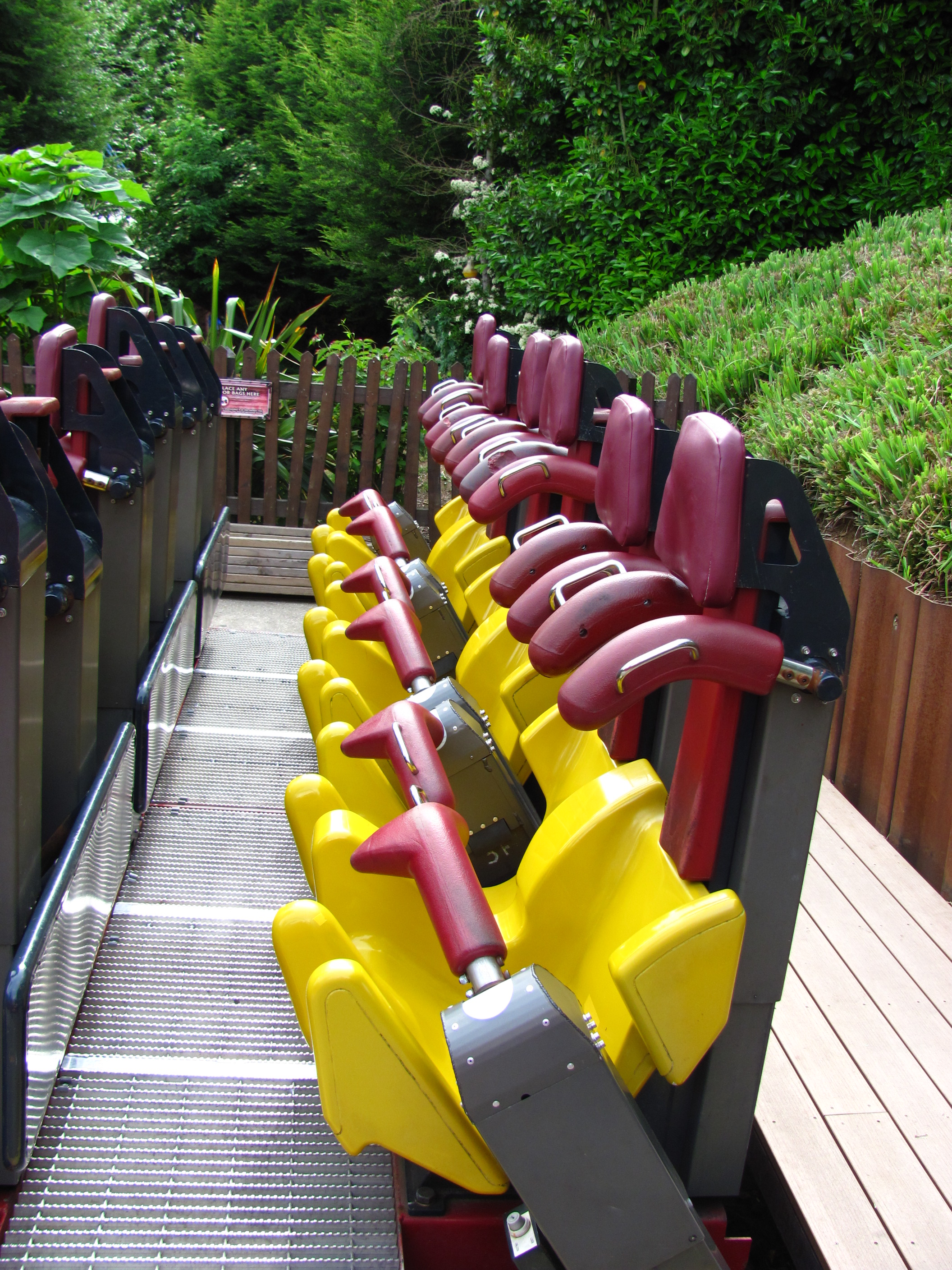
Photo de Slammer à Thorpe Park, montrant les dispositifs de maintien

Le concept de Sky Swatter a été développé par le directeur général de S&S, Stan Checketts, à partir de 1993. Les dispositifs de maintien a eux-seuls ont pris une année à être conçus, tandis que la conception de l'attraction a elle pris seulement cinq mois. L'attraction se présente sous la forme de deux tours entre lesquelles est fixé par son milieu un bras comportant à chacune de ses extrémités quatre rangées de six places, pour une capacité horaire théorique de 800 à 900 passagers. Les dispositifs de maintien consistent en une barre qui vient se placer latéralement et des semi-harnais sur les épaules. Ce même système peut être retrouvé sur d'autres attractions de S&S, comme leurs modèles Screamin' Swing ou encore Sky Sling.
Les dispositifs de maintien ont pu être critiqués pour leur inconfort, notamment s'ils étaient trop serrés.
Quand les visiteurs sont en place, le bras s'élève entre les tours jusqu'au plus haut, permettant le dégagement pour qu'il puisse effectuer des rotations sur son axe. Une fois dans cette position, la hauteur est bloquée, et commencent alors les rotations du bras, mettant les passagers la tête à l'envers. Le bras exécute ainsi plusieurs tours avant de s'arrêter pour recommencer dans le sens opposé. La vitesse maximale atteinte est de 48km/h.

## Attractions de ce type
- SWAT!  localisé à Six Flags Astroworld (2003-2005)[11]  puis à Six Flags New England sous le nom de Catapult (2006-2013).
- Slammer localisé à Thorpe Park (2005-2017)[12].

### Catapult (SWAT)
SWAT fut une des deux attractions ajoutées à Six Flags AstroWorld pour la saison 2003. Un communiqué de presse datant de février avait annoncé l'attraction.

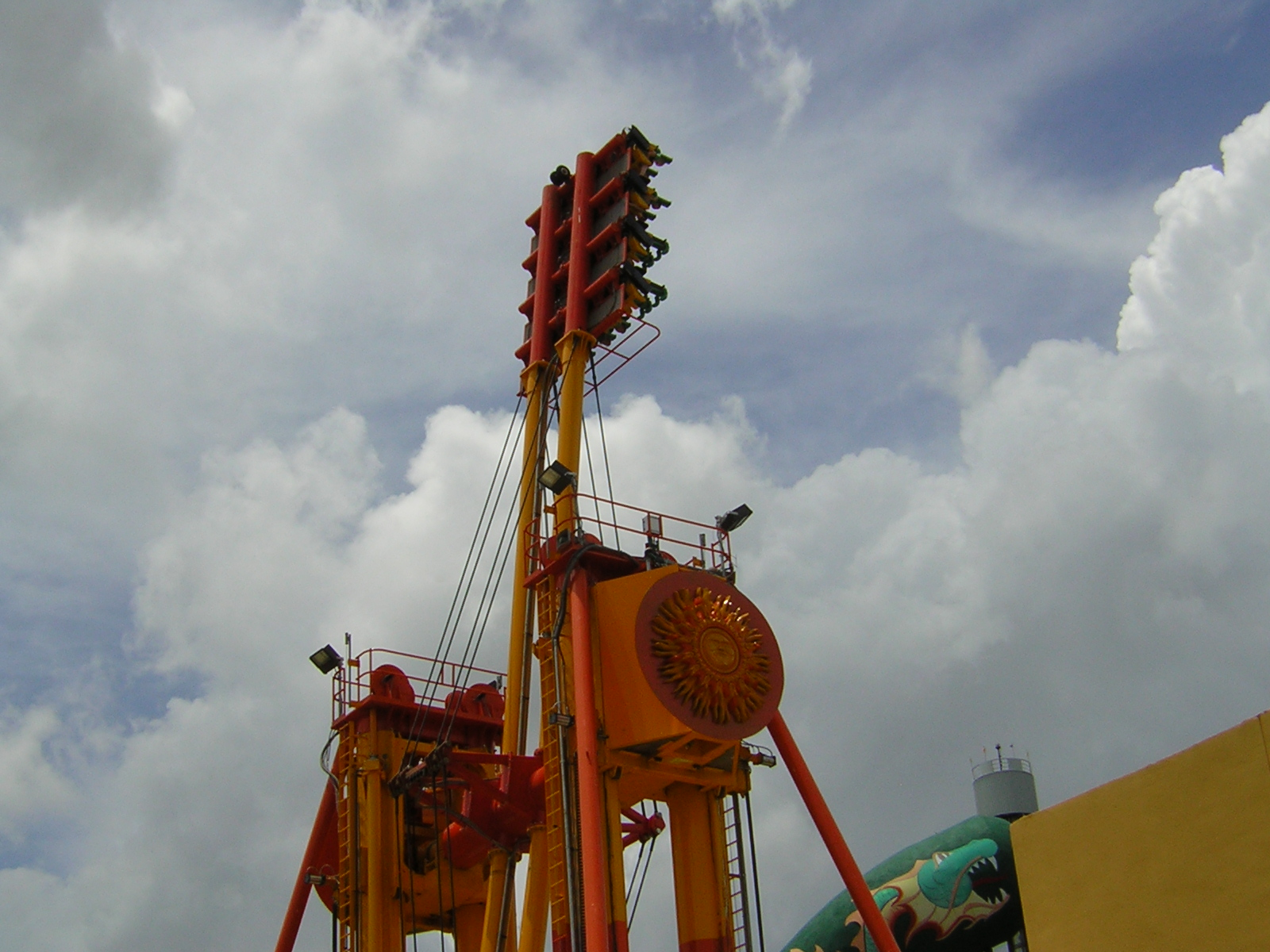
SWAT à Six Flags Astro World

SWAT a été déplacé à Six Flags New England depuis AstroWorld après la fermeture définitive du parc le 30 octobre 2005. Il a alors été renommé Catapult, et a ouvert pour la saison 2006. Il n'a été ouvert au public que de manière sporadique en 2006 et 2007 à cause de problèmes techniques, et le parc a finalement annoncé que l'attraction ne rouvrirait pas pour la saison 2008. Cependant, le dispositif de maintien a été rénové et l'attraction a finalement pu ouvrir pour la saison 2008, avec une meilleure facilité. Elle a cependant été retirée du parc en mars 2013, avant l'ouverture de la saison 2013.

### Slammer
Slammer fut le second et dernier S&S Sky Swatter à être construit, et le seul en Europe. Il a ouvert le 28 mars 2005 à Thorpe Park, dans une zone située derrière la montagne russe Colossus, au sein du quartier à l'époque dénommé Canada Creak (désormais Old Town) ,,. L'attraction est accompagnée d'une bande son.
Slammer a connu d'importants problèmes de fiabilité, dès son ouverture en 2005 : l'attraction se retrouvait en panne, avec le bras  à l'arrêt en haut des deux tours. L'ouverture a été retardée de deux jours, et l'attraction a été fermée pendant deux semaines après seulement deux jours d'ouverture. Le 18 mars 2006, le mécanisme d'élévation est tombé en panne, laissant les passagers coincés à  45 degrés. En 2010, Slammer a fermé avant la fin de saison et a connu d'autres pannes empêchant le bras de s'élever totalement au début de la saison 2011.

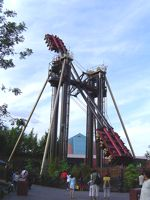
Slammer à Thorpe Park

Entre 2012 et 2014, Slammer a souffert de nouveaux arrêts prolongés. Beaucoup des pannes étaient dues à un problème de répartition du poids entre les deux extrémités du bras, Thorpe Park n'appliquant pas nécessairement les règles édictées par le constructeur. D'autres problèmes provenaient du système informatique ainsi que de fissures sur la structure. Mi-2012, après de nouveaux problèmes techniques importants, toute mention de l'attraction a été retirée, donnant l'impression que Thorpe Park n'avait pas l'intention de réouvrir l'attraction. Pourtant, au début de la saison 2013, l'attraction est de nouveau ouverte. Mais dès l'été, de nouvelles pannes entrainent sa fermeture. Pour les Fright Nights en 2013, l'attraction a été retirée du plan du parc. Cependant, à la fin de la saison 2014, l'attraction a pu être aperçue en marche, en phase de tests.
Slammer a réouvert pour la saison 2015, à partir de mai, et l'est restée pour la plupart de la saison. L'attraction fermait tous les jours à 15h pour une inspection de 15 minutes. Elle est cependant restée fermée pendant une partie des Fright Nights de cette année. Mais elle a connu une saison 2016 sans encombre.
En avril 2017, après une courte période d'ouverture, Thorpe Park a annoncé que Slammer resterait fermée pour le reste de la saison. Le 4 mai, après 12 années d'opération, Thorpe Park a déclaré que Slammer resterait fermée de manière définitive et serait retirée pour laisser place à de nouvelles attractions. Cependant, l'attraction n'a toujours pas été retirée à ce jour.
De 2021 à 2023, le Black Mirror Labyrinth a utilisé l'ancienne file d'attente de Slammer. Puis c'est la maison hantée Dead Beat, lors des Fright Nights 2024, qui l'a utilisée.